# Saint-Denis-de-Vaux
Saint-Denis-de-Vaux is een gemeente in het Franse departement Saône-et-Loire (regio Bourgogne-Franche-Comté) en telt 245 inwoners (1999). De plaats maakt deel uit van het arrondissement Chalon-sur-Saône.

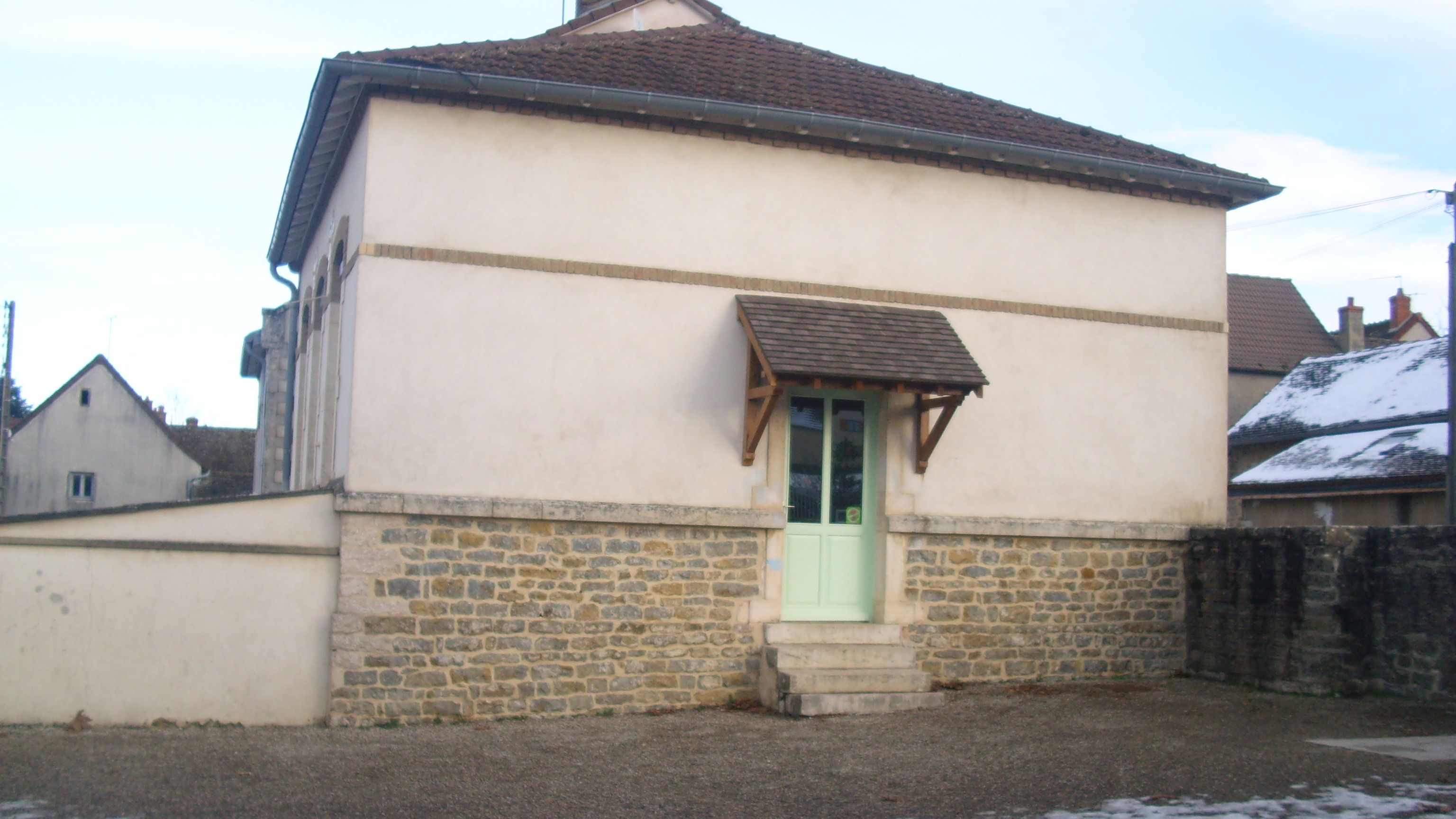
School van Saint-Denis-de-Vaux
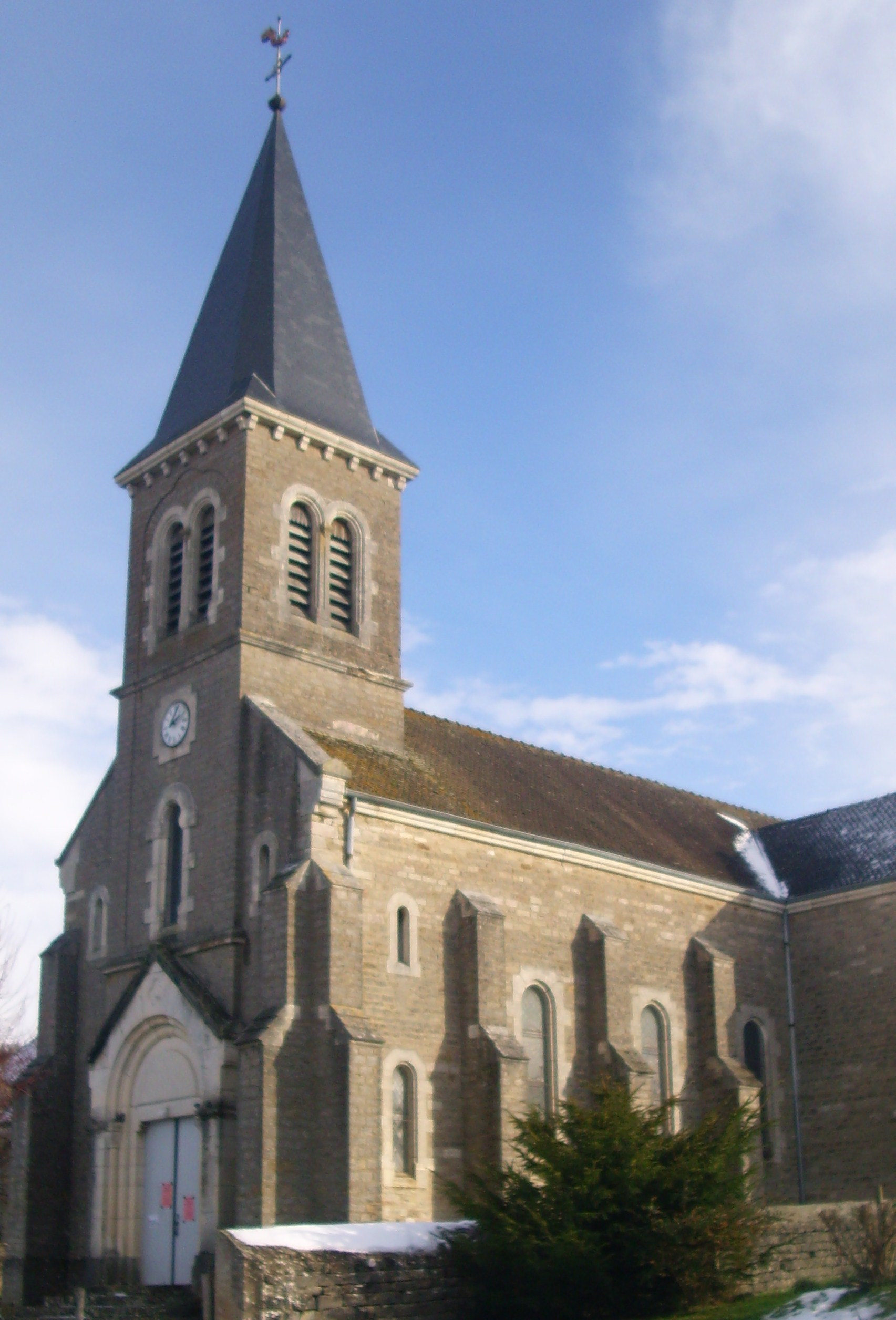
Kerk van Saint-Denis-de-Vaux
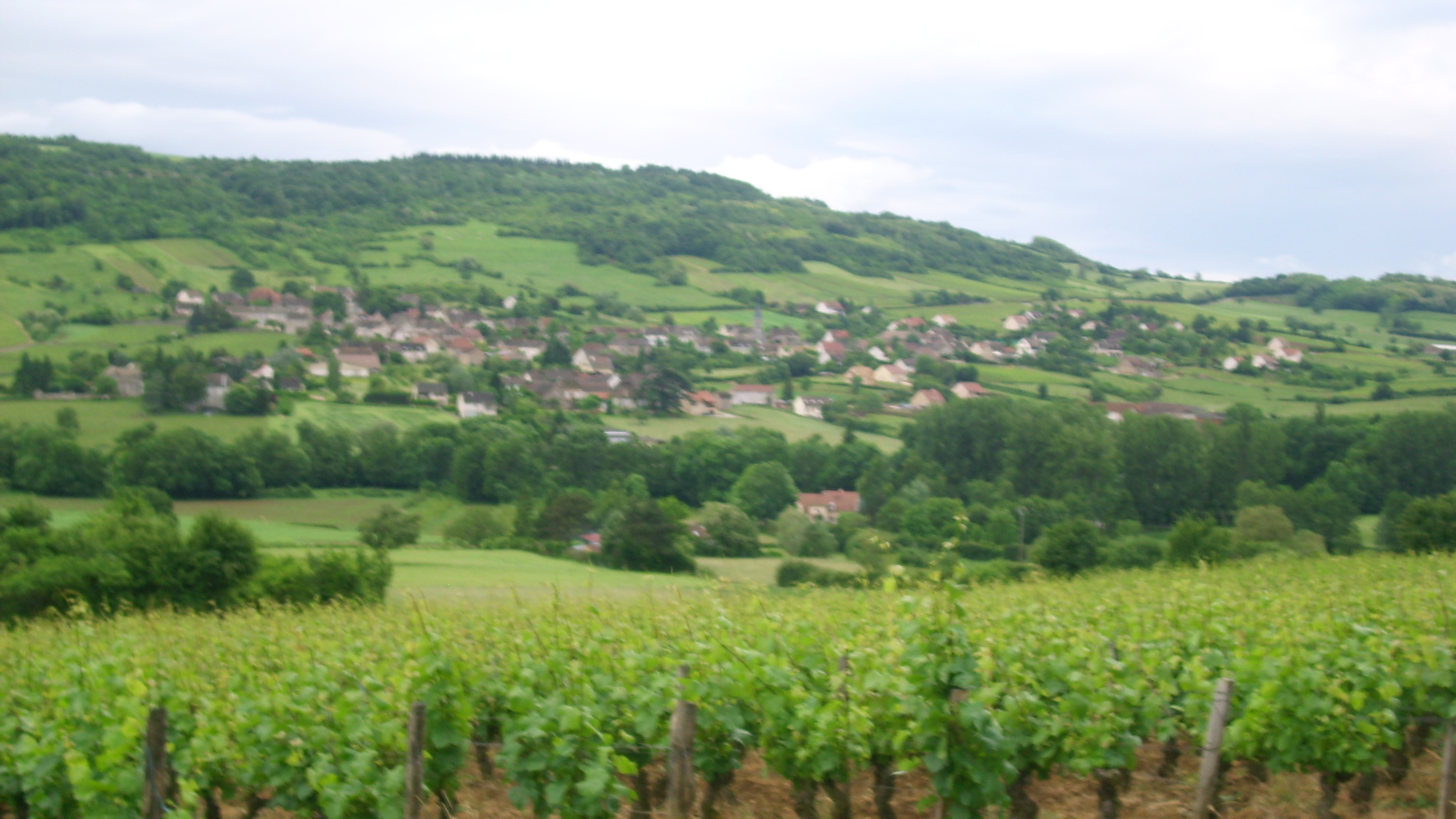
Uitzicht op Saint-Denis-de-Vaux

## Geografie
De oppervlakte van Saint-Denis-de-Vaux bedraagt 3,7 km², de bevolkingsdichtheid is 66,2 inwoners per km².
De onderstaande kaart toont de ligging van Saint-Denis-de-Vaux met de belangrijkste infrastructuur en aangrenzende gemeenten.

## Demografie
Onderstaande figuur toont het verloop van het inwonertal (bron: INSEE-tellingen).